# Frieden von Paris (1783)
Der Frieden von Paris, der am 3. September 1783 unterzeichnet wurde, beendete formal den Amerikanischen Unabhängigkeitskrieg zwischen dem Königreich Großbritannien und den Dreizehn Kolonien in Nordamerika, die seit 1775 gegen die britische Herrschaft gekämpft hatten. Großbritannien unterzeichnete gesonderte Verträge mit Frankreich und Spanien, die unter dem Namen Verträge von Versailles von 1783 bekannt sind. Der Unterzeichnung ging ein beidseitig geschlossener Vorfrieden am 30. November 1782 voraus.

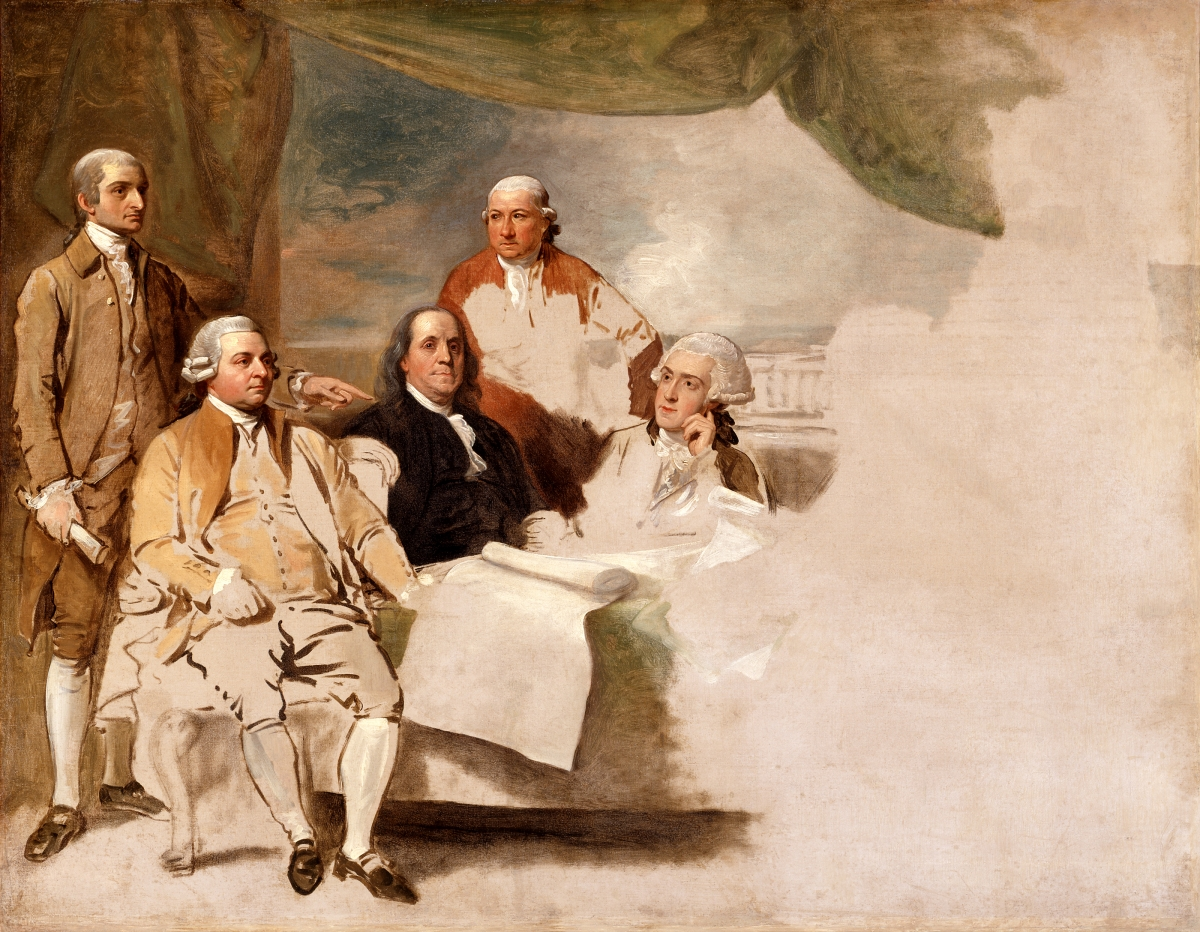
Gemälde von Benjamin West (1783): John Jay, John Adams, Benjamin Franklin, Henry Laurens und William Temple Franklin (von links). Der britische Abgeordnete weigerte sich Modell zu sitzen, so dass das Bild nie vollendet wurde.

Der Vertrag ist allgemein als Zweiter Vertrag von Paris bekannt, der erste ist der Pariser Frieden 1763. Mehrere andere Verträge sind ebenfalls unter diesem Namen bekannt.

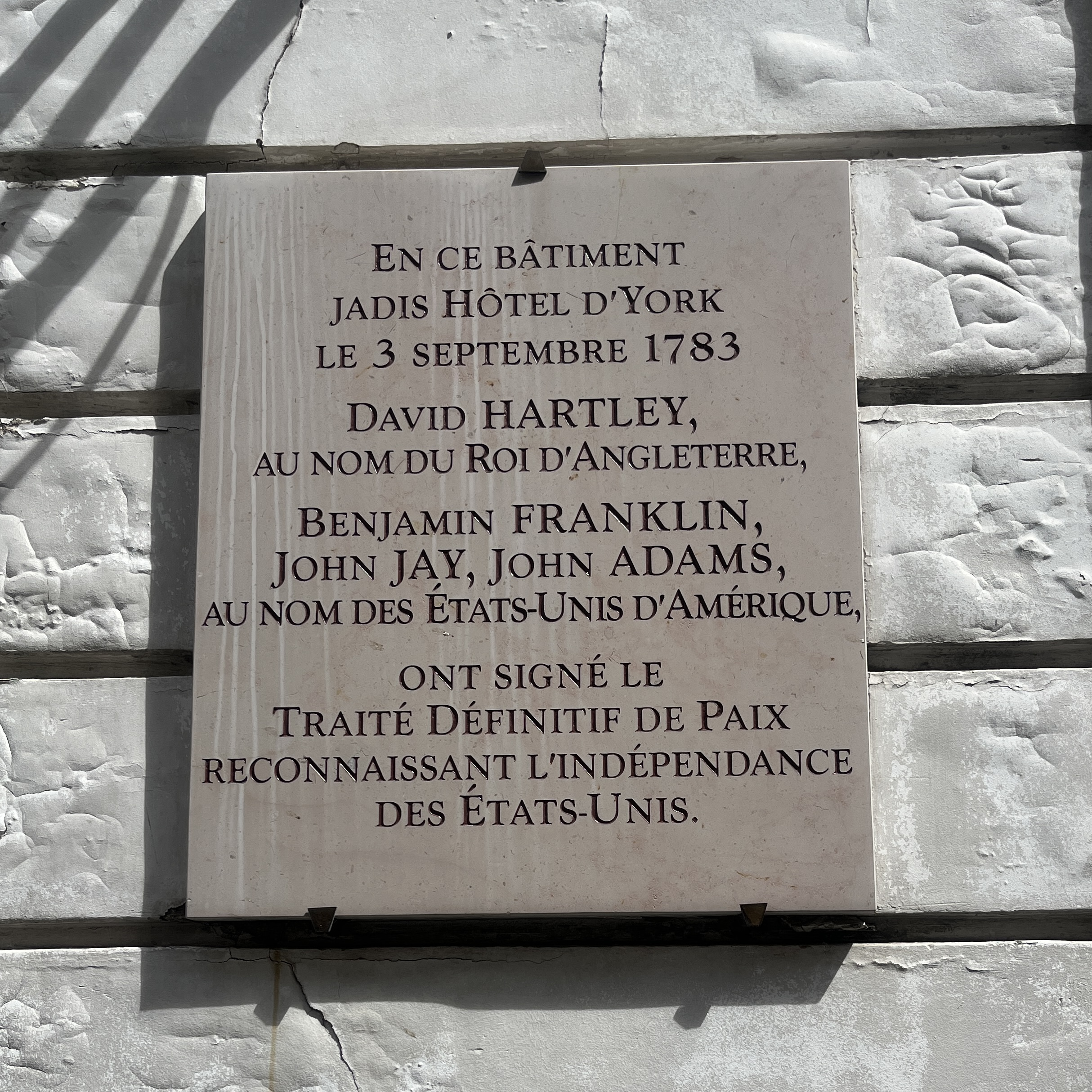
Gedenktafel am Haus 56 Rue Jacob in Paris in Erinnerung an den Ort der Unterzeichnung des Vertrags von Paris

## Einigung mit den dreizehn Kolonien
Der Vertrag enthält folgende Bedingungen:
- Artikel 1: Anerkennung der dreizehn Kolonien als die unabhängigen Vereinigten Staaten von Amerika
- Artikel 2: Festlegung der Grenzen zwischen den Vereinigten Staaten und Britisch-Nordamerika (aus diesem Teil des Vertrages und der Anwendung der Mitchell-Karte resultiert der Northwest Angle)
- Artikel 3: Garantie für Fischereirechte für US-amerikanische Fischer in den Grand Banks, vor der Küste von Neufundland und im Sankt-Lorenz-Golf
- Artikel 4: Anerkennung der Pflicht, rechtsgültig entstandene Schulden auf beiden Seiten zu bezahlen
- Artikel 5: Der Kongress der Vereinigten Staaten wird den bundesstaatlichen Legislativen „mit Nachdruck vorschlagen“, den britischen Bürgern, die rechtmäßige Besitzer konfiszierten Landes waren, bei der Rückerstattung allen Landbesitzes, aller Rechte und Besitztümer zu helfen (niemals erfüllt)
- Artikel 6: Der US-Kongress wird weitere Konfiskationen verhindern
- Artikel 7: Kriegsgefangene beider Seiten werden in die Freiheit entlassen und alle Ausrüstung, die von der britischen Armee in den Vereinigten Staaten zurückgelassen wurde, wird nicht beschädigt (einschließlich der schwarzen Sklaven)
- Artikel 8: Großbritannien und die Vereinigten Staaten haben beide immerwährenden Zugriff auf den Mississippi River
- Artikel 9: Territorien, die von den Amerikanern nach Abschluss des Vertrages besetzt werden, werden ohne Kompensation zurückgegeben
- Artikel 10: Der Vertrag ist innerhalb von sechs Monaten nach der Unterzeichnung durch die Vertragsparteien zu ratifizieren

## Unterzeichnung und Ratifizierung
Das Vertragsdokument wurde von David Hartley d.J. (Mitglied des Britischen Parlamentes) als Vertreter des britischen Königs Georg III. und John Adams, Benjamin Franklin und John Jay als Vertretern der Vereinigten Staaten unterschrieben. Es basierte auf einem am 30. November 1782 akzeptierten Vorfrieden beider Seiten.

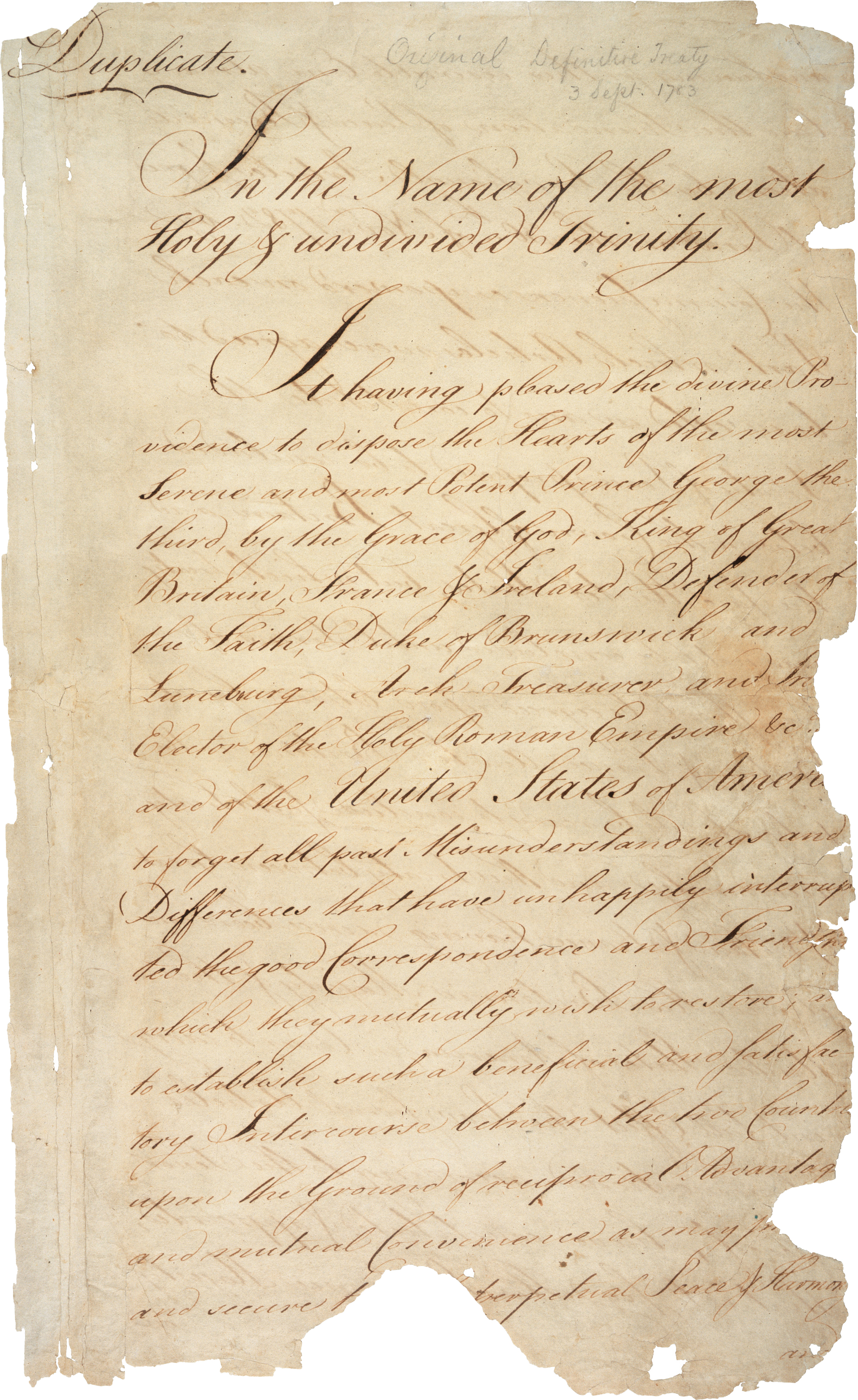
Erste Seite des Vertrags
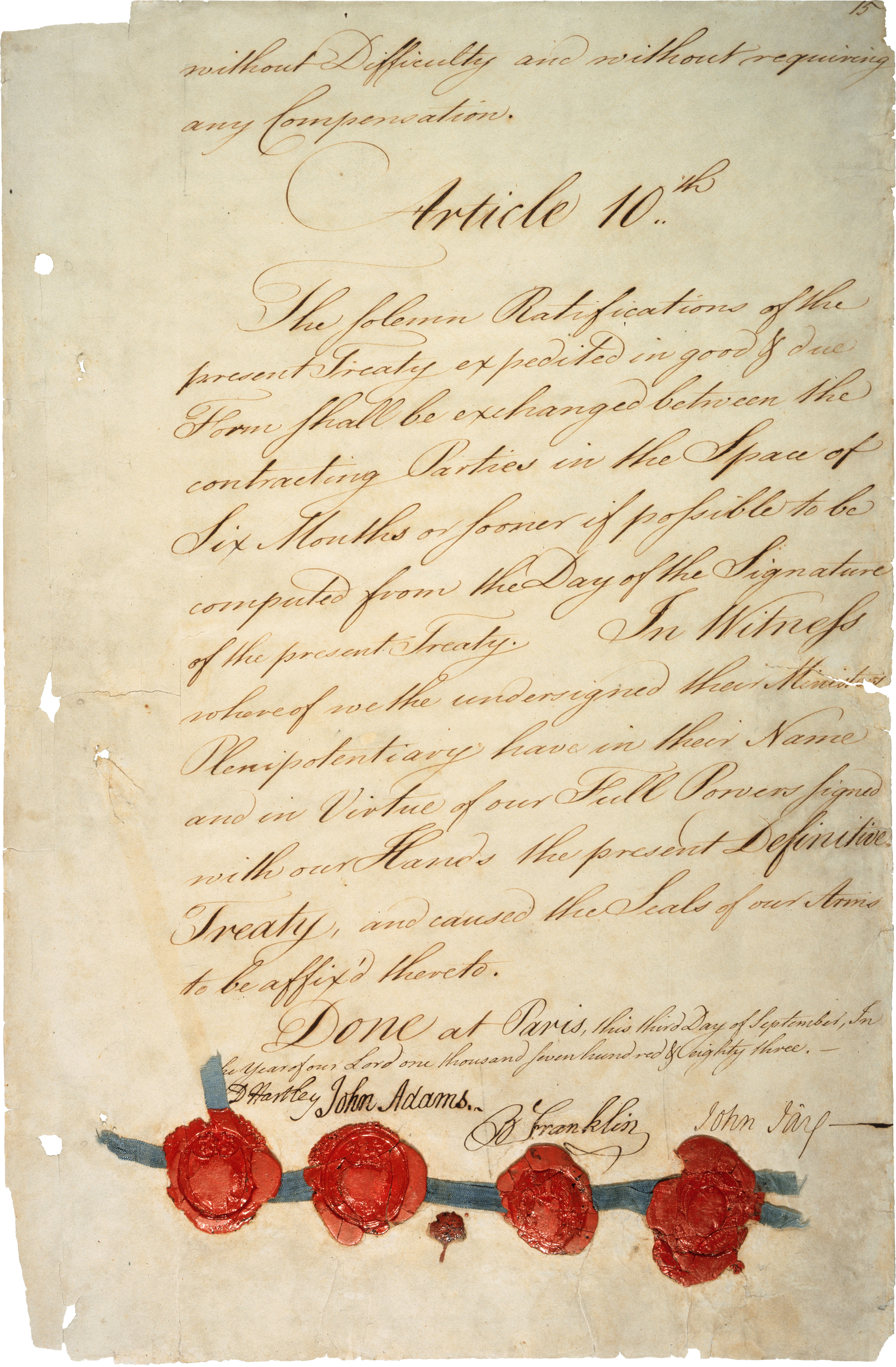
Letzte Seite des Vertrags

Der amerikanische Kontinentalkongress ratifizierte den Vertrag am 14. Januar 1784. Britanniens Ratifizierung fand am 9. April 1784 statt. Die Ratifizierungen wurden am 12. Mai 1784 ausgetauscht. Britanniens Ratifizierung und der Austausch fanden nicht innerhalb der sechs Monate statt, die im Vertrag als Endtermin festgelegt worden waren; dies hatte aber keinen Effekt auf die Anerkennung des Vertrages. Der Verzug wurde teilweise durch Transportschwierigkeiten verursacht.

## Die anderen Verträge von Versailles
Am 3. September 1783 unterschrieb Großbritannien in Versailles außerdem schon vorher ausgehandelte gesonderte Verträge mit Frankreich und Spanien. Einen Tag zuvor gab es einen Vorfrieden mit der Republik der Sieben Vereinigten Niederlande, der in den Pariser Frieden vom 30. Mai 1784 mündete.

### Spanien
In dem Vertrag mit Spanien erkannte Großbritannien die Herrschaft Spaniens über verschiedene Territorien an, die von Spanien während des Krieges besetzt worden waren. Die Kolonien von Ostflorida und Westflorida wurden Spanien ohne klar definierte nördliche Grenzen zurückgegeben, was zu umstrittenen Gebieten führte, deren Besitz 1795 im Vertrag von Madrid geklärt wurde. Spanien erhielt außerdem die Insel Menorca zurück. Die Bahamas, New Providence und Gibraltar wurden Großbritannien zugesprochen.
Spanien akzeptiert britische Rechte, in Belize Hartholz zwischen dem Rio Hondo und dem Belize River einzuschlagen.

### Frankreich
Der Vertrag mit Frankreich bestätigte vor allem vorherige Verträge, welche die Fischereirechte vor Neufundland garantierten. An Frankreich wurden die Inseln Tobago sowie Saint-Pierre und Miquelon abgetreten.
Die Inseln Grenada, St. Kitts, Nevis, Dominica und St. Vincent wurden britischer Besitz. Ebenso erkannten Franzosen und Spanier Montserrat als solchen an.
Großbritannien gab Niederlassungen im heutigen Senegal ab, im Gegenzug verpflichtete sich Frankreich, den Status am Gambia-Fluss zu akzeptieren. Banjul und der befahrbare Teil des Flusses blieben unter britischer Herrschaft. Albreda wurde in den folgenden Jahren aber weiterhin von den Franzosen als Sklavenfort benutzt.
Die Karibik-Insel St. Lucia wurde ebenfalls an Frankreich gegeben. Es erhielt zudem Pondicherry in Britisch-Indien zurück, das die Briten 1778 das zweite Mal erobert hatten.
Großbritannien billigte ferner die Wiederherstellung der geschleiften Festungsbauwerke und des zugeschütteten Hafens von Dünkirchen, was der Utrechter Frieden 1713 verlangt hatte.

### Niederlande
Das an der indischen Koromandelküste gelegene, 1781 von den Briten eroberte Negapatnam fiel an Großbritannien. Die Briten erhielten von den Niederlanden das Recht freier Seefahrt im Bereich der Molukken zugestanden.